# Alessandro Degasperi
Alessandro Degasperi, né le 23 novembre 1980 à Trente, est un triathlète italien, champion d'Europe en 2005 de triathlon d'hiver et vainqueur sur compétition Ironman et Ironman 70.3.

## Palmarès
Le tableau présente les résultats les plus significatifs (podium) obtenus sur le circuit national et international de triathlon depuis 2005.
| Année | Compétition                                | Pays      | Position           | Temps           |
| ----- | ------------------------------------------ | --------- | ------------------ | --------------- |
| 2018  | Ironman Lanzarote                          | Espagne   | Médaille d'or      | 8 h 52 min 16 s |
| 2017  | Ironman Lanzarote                          | Espagne   | Médaille d'argent  | 8 h 43 min 23 s |
| 2017  | Ironman France                             | France    | Médaille d'argent  | 8 h 36 min 18 s |
| 2016  | Ironman Autriche                           | Autriche  | Médaille de bronze | 8 h 13 min 53 s |
| 2016  | 5150 Pescara                               | Italie    | Médaille d'or      | 1 h 30 min 34 s |
| 2015  | Challenge Sardaigne                        | Italie    | Médaille d'or      | 3 h 53 min 56 s |
| 2015  | Ironman Lanzarote                          | Espagne   | Médaille d'or      | 8 h 56 min 50 s |
| 2015  | Ironman Majorque                           | Espagne   | Médaille de bronze | 8 h 23 min 56 s |
| 2015  | Ironman Suisse                             | Suisse    | Médaille de bronze | 8 h 31 min 36 s |
| 2013  | Ironman 70.3 Italie                        | Italie    | Médaille d'or      | 4 h 3 min 12 s  |
| 2013  | Ironman 70.3 Allemagne                     | Allemagne | Médaille de bronze | 4 h 0 min 14 s  |
| 2012  | Ironman 70.3 Salzbourg                     | Autriche  | Médaille d'or      | 3 h 46 min 6 s  |
| 2008  | Ironman 70.3 Allemagne                     | Allemagne | Médaille d'argent  | 4 h 11 min 18 s |
| 2008  | Championnat d'Italie                       | Italie    | Médaille d'argent  | Timing          |
| 2007  | Ironman 70.3 Allemagne                     | Allemagne | Médaille d'argent  | Timing          |
| 2007  | Championnat d'Italie                       | Italie    | Médaille d'argent  | Timing          |
| 2005  | Championnats d'Europe de triathlon d'hiver | Allemagne | Médaille d'or      | 1 h 29 min 12 s |
| 2005  | Championnat d'Italie                       | Italie    | Médaille d'argent  | Timing          |
| 2005  | Xterra Italie                              | Italie    | Médaille d'or      | Timing          |